# نظریه مراحل رشد اخلاقی کلبرگ
نظریه مراحل رشد اخلاقی کلبرگ، که توسط لارنس کلبرگ، روان‌شناس آمریکایی بیان گردیده‌است؛ یک نظریه روانشناختی است که رشد قضاوت‌های اخلاقی را در یک چهارچوب شناختی شامل سه سطح و شش مرحله مورد بررسی قرار می‌دهد.
لارنس کلبرگ کار بر روی این موضوع را به عنوان دانشجوی کارشناسی ارشد روان‌شناسی در دانشگاه شیکاگو در سال ۱۹۵۸ آغاز کرد. در واقع کلبرگ، نظریه رشد اخلاقی ژان پیاژه را گسترش داده و تکمیل کرده‌است. وی مانند پیاژه معتقد است که مراحل رشد اخلاقی در هر فرد بر اساس توانایی‌های ذهنی و شناختی او تعیین می‌شود. همانگونه که در نظریه شناختی پیاژه پیشرفت منظمی در مراحل رشد وجود دارد و هر مرحله از رشد، مراحل قبلی را نیز در بر می‌گیرد؛ در نظریه کلبرگ نیز رشد اخلاقی در هر مرحله بر اساس مفاهیم اخلاقی مراحل پیشین بنیان گذاشته می‌شود.
رشته جدیدی در روان‌شناسی توسط نظریه کلبرگ ایجاد شد، و طبق مطالعه استیون هگبلوم و همکارانش در رابطه با برجسته‌ترین روانشناسان قرن بیستم، کلبرگ در رتبه شانزدهم بیشترین مورد استناد در کتابهای روان‌شناسی مقدماتی در طول قرن بود و همچنین جزو ۳۰ نفر برتر.

مقیاس کلبرگ در مورد این است که مردم چگونه رفتارها را توجیه می‌کنند و مراحل او روشی برای رتبه‌بندی اخلاقی بودن رفتار یک فرد نیست. دلیل او این است که کودک و بزرگسال ممکن است هر دو یک عمل اخلاقی را انجام دهند در حالی که ممکن است رشد اخلاقی آنها یکسان نباشد. کلبرگ می‌گوید مهم این است که ببینیم علت و پشتوانه اصلی عمل اخلاقی در کودک یا بزرگسال چیست؟
به عنوان مثال، ممکن است کودک و بزرگسال هر دو دزدی نکنند و آن را بد بدانند ولی مسلماً استدلال آنها با هم متفاوت خواهد بود. کودک ممکن است از آن جهت دزدی را زشت بداند که اگر آن را انجام بدهد تنبیه می‌شود در حالی که بزرگسال ممکن است به دلیل پیروی از قانون عمل دزدی را نادرست بداند و آن را انجام ندهد.

## روش مطالعه
بین روش مطالعه کلبرگ و پیاژه شباهت‌های بسیاری وجود دارد. هر دو برای مطالعه رشد اخلاقی کودکان از داستان‌های اخلاقی استفاده می‌کردند. پیاژه با تعریف داستان‌های اخلاقی برای کودکان، از آنها می‌خواست دربارهٔ رفتار شخصیت‌های داستان و اینکه چرا و تا چه اندازه رفتار آنها خطا بوده‌است پاسخ دهند. کلبرگ نیز آزمودنی‌های خود را در برابر مسائل دشوار اخلاقی قرار می‌داد تا با این روش پاسخ‌های آزاد و چگونگی استدلال و داوری آنان را تجزیه و تحلیل کند

کلبرگ داستان‌های اخلاقی را برای آزمودنی‌ها تعریف می‌کرد و آنها باید بین دو کاری که با هم تعارض داشت یکی را انتخاب می‌کردند معمولاً یکی از این دو کار مستلزم اطاعت از قانون، عرف (هنجار)، یا مرجع قدرت و دیگری مبتنی بر نیازهای فردی یا نیازهای دیگران بود. وی پس از گفتن داستان، در قالب یک مصاحبه بالینی از فرد سوال‌های پیوسته‌ای را می‌پرسید، کلبرگ بر اساس پاسخ‌ها و یک روش نمره گذاری مخصوص، نمره اخلاقی آزمودنی و مرحله‌ای را که او در آن قرار داشت را تعیین می‌کرد. در این روش محتوای ارزش‌های اخلاقی یک آزمودنی مهم نبود، -به زبان ساده‌تر، یعنی درستی و نادرستی در کار نبود- بلکه توجه عمدتاً بر چگونگی داوری آزمودنی‌ها و استدلال‌های آنهاست. نمونه زیر یکی از داستان‌های کلبرگ است که یک مسئله دشوار اخلاقی را مطرح می‌کند:
خانمی در اروپا به دلیل نوع خاصی از سرطان نزدیک به مرگ بود. و طبق گفته پزشکان تنها یک دارو می‌توانست او را از مرگ نجات دهد. این دارو نوع خاصی از رادیوم بود که به تازگی داروسازی در همان شهر آن را کشف کرده بود. داروساز برای این دارو در حدود ۲۰۰۰ دلار می‌خواست پولی که ۱۰ برابر قیمت واقعی آن دارو بود. همسر خانم مبتلا به بیماری -آقای هاینز- به هر کس که می‌شناخت برای تهیه پول مراجعه کرد ولی تنها موفق به تهیه ۱۰۰۰ دلار شد که نصف مبلغ مورد نیاز بود. او به داروساز گفت که همسرش در حال مرگ است و از او درخواست کرد که یا دارو را به او ارزانتر بفروشد یا به وی اجازه دهد که بقیه پول را بعداً بدهد. اما داروساز به او جواب منفی داد. چون هاینز از تهیه مبلغ دارو ناامید شده بود به فروشگاه آن داروساز دستبرد زد و آن دارو را برای همسرش دزدید

حال سؤال این است که: آیا هاینز باید چنین کاری می‌کرد؟ این کار او درست بود یا غلط؟ چرا؟
این داستان حاوی دو عمل متناقض است که موجب تعارض اخلاقی می‌شود یکی آنکه به لحاظ انسانی قابل قبول نیست که همسر کسی بمیرد در حالی که می‌توان جلوی آن را گرفت؛ و دیگر آنکه عمل دزدی نیز یک عمل غیر اخلاقی و نادرست است.
به نظر کلبرگ اینکه چه انتخابی انجام می‌شود چندان مهم نیست، بلکه پشتوانه و زیربنای استدلال این انتخاب مهم است. معمولاً پاسخ‌ها بر مبنای انگیزه‌ها و نیتهای افرادی که درگیر آن مسئله اخلاقی خاص بوده‌اند، بیان می‌شود.

## سطوح و مراحل رشد اخلاقی کلبرگ
همان‌طور که گفته شد نظریه رشد اخلاقی کلبرگ در واقع گسترش و تکمیل نظریه رشد اخلاقی پیاژه است. پیاژه مراحل رشد اخلاقی خود را به دو مرحله "اخلاق واقع گرایانه" و "اخلاق کنش و واکنش متقابل" محدود کرده بود. اما کلبرگ با تجزیه و تحلیل پاسخ‌های آزمودنی‌های متعدد، مراحل رشد اخلاقی را با تنوع و گستردگی بیشتری بیان می‌کند؛ او ابتدا برای تفکر اخلاقی سه سطح را عنوان می‌کند، سپس با در نظر گرفتن دو مرحله به عنوان زیر مجموعه هر سطح اخلاقی، در مجموع مراحل شش‌گانه ای را برای رشد اخلاقی در نظر می‌گیرد

### سطح یک: اخلاق پیش قراردادی (پیش عرفی)
سطح پیش عرفی به ویژه در کودکان رایج است و انتظار می‌رود در حیوانات رخ دهد، اگرچه بزرگسالان نیز می‌توانند این سطح از استدلال را نشان دهند. در این سطح اخلاقی، یک عمل بر اساس پیامدهای مستقیم آن قضاوت می‌شود. فرد یا کودک در این سطح، اغلب رفتار خوبی دارد و رفتار اخلاقی بر اساس اجتناب از تنبیه و کسب پاداش صورت می‌گیرد. در این دوره، اخلاق هنوز درونی نشده‌است و معیارهای اخلاقی به‌طور حقیقی و واقعی وجود ندارند اما در عوض، تمرکز عمدتاً بر پیامدهای بیرونی است که برخی اعمال خاص ممکن است به همراه داشته باشد

#### مرحلهٔ اول: جهت‌گیری بر اساس تنبیه
(اخلاقی رفتار می‌کنم تا تنبیه نشوم)
در این مرحله، رفتار خوب و بد، مطابق پیامدهای مادی آن تعریف می‌شود و مقررات اخلاقی به خودی خود ارزشی ندارند. در این مرحله، هیچ تعهد اخلاقی وجود ندارد و منافع گروهی و اجتماعی و حقوق دیگران مفهومی ندارد. و امتناع از عمل غیراخلاقی تنها به دلیل ترس از تنبیه یا تسلیم در برابر قدرت بالاتر است.

#### مرحله دوم: جهت‌گیری بر اساس پاداش
(اخلاقی رفتار می‌کنم تا پاداش بگیرم) (چه چیزی برای من مفید است؟)
فرد در این مرحله برای گرفتن پاداش به سازگاری با قوانین روی می‌آورد. در این سطح نگاه شخص به اخلاق، نگاهی بازاری و بده‌بستان‌کارانه است و بر اساس یک احساس واقعی از عدالت، سخاوت، همدردی یا دلسوزی و رحم استوار نیست. ویژگی فرد در این مرحله، لذت‌خواهی او است و تسلیم در برابر قوانین اخلاقی به دلیل پاداش و منافع حاصل از آن است. جهان از دید کسی که در این مرحله است اغلب از نظر اخلاقی نسبی تلقی می‌شود.

### سطح دو: اخلاق قراردادی (عرفی)
سطح اخلاق عرفی برای نوجوانان و بزرگسالان معمول است. استدلال در این سطح به روش متعارف، و قضاوت در مورد اخلاقی بودن اعمال از طریق مقایسه آنها با دیدگاه‌ها و انتظارات جامعه است. رفتار اخلاقی در این سطح برای سازگاری و هماهنگی با نظم اجتماعی و تمایل برای حفظ و نگهداری این نظم است. کودک در این دوره، خود را با آنچه والدین به عنوان درست و غلط ارائه می‌دهند تطبیق می‌دهد؛ اما انگیزه و محرک اصلی این سازگاری و هماهنگی، در جهت همانندسازی با والدین است. و هنوز نمی‌توان گفت که معیارهای اخلاقی در این دوره درونی شده‌اند.

#### مرحله سوم: جهت‌گیری بر اساس قضاوت دیگران
الگوی پسر خوب-دختر خوب
(اخلاقی رفتار می‌کنم تا پذیرفته شوم و از عدم تأیید دیگران در امان باشم).
در این مرحله، رفتار خوب، رفتاری است که همراه اجازه و تصویب دیگران است و روابط خوب آنان را حفظ می‌کند. بیشترین سازگاری با گروه در این مرحله است. و کودک در این مرحله به جای لذت مادی به دنبال لذت روانی (لذت از رضایت دیگران) است. او اکنون در آغاز پذیرش مقررات اجتماعی یا قضاوت کردن در مورد خوبی و بدی رفتار، بر اساس انگیزه و قصد است. و در این مرحله برای اولین بار بین نیت و عمل، تفاوت قائل می‌شود.

#### مرحله چهارم: جهت‌گیری بر اساس اقتدار نظم و قانون
(اخلاقی رفتار می‌کنم چون قانون می‌گوید)
در این مرحله فرد معتقد است که افراد باید قوانین جامعه را رعایت کنند و از عیب‌جویی و انتقاد نسبت به قانون پرهیز کنند؛ رفتار اخلاقی در این مرحله، انجام صحیح وظیفه ای است که جامعه به فرد واگذار کرده‌است و حفظ قانون برای فرد، مهم‌ترین چیز است. این احترام به قانون به دلیل معیارهای فردی یا وجدانی نیست، بلکه برای حفظ نظم اجتماعی و هماهنگی با آن است؛ زیرا فرد اعتقاد دارد هر کس باید وظیفه اش را انجام دهد تا از هرج و مرج جلوگیری شود.
اکثر اعضای فعال جامعه در مرحله چهارم باقی می‌مانند، جایی که اخلاق هنوز عمدتاً توسط یک نیروی بیرونی دیکته می‌شود

### سطح سه: اخلاق فوق قراردادی (پس عرفی)
در این سطح با درک فزاینده ای مشخص می‌شود که افراد موجوداتی مجزا از جامعه هستند و ممکن است دیدگاه خود فرد بر دیدگاه جامعه اولویت داشته باشد.
در این سطح استدلالها و قضاوتهای اخلاقی افراد، درونی شده و اخلاق بر اساس اصولی جهانی و برتر از قراردادهای اجتماعی است و رفتار اخلاقی، دیگر به تصویب و اجازه، یا جلوگیری و نهی دیگران بستگی ندارد و از قدرت گروه‌های اجتماعی مستقل است. برخوردهای اخلاقی بر اساس اصول اخلاق عمومی شکل می‌گیرد و سرپیچی از آن، موجب بروز احساس گناه و محکومیت در فرد می‌شود.
افراد حاضر در این سطح بر اساس اصول اخلاقی خود زندگی می‌کنند، اصولی که می‌تواند شامل حقوق اساسی بشری مانند زندگی، آزادی و عدالت باشد. افرادی که اخلاقیات پس‌عرفی را به نمایش می‌گذارند، قوانین را به عنوان مکانیسم‌های مفید اما قابل تغییر در نظر می‌گیرند. به نظر آنها در حالت ایده‌آل، قوانین می‌توانند نظم عمومی اجتماعی را حفظ کرده و از حقوق بشر محافظت کنند. اما قوانین، دستورهای مطلقی نیستند که باید بدون تردید از آنها اطاعت کرد. کلبرگ حدس زده‌است که بسیاری از مردم ممکن است هرگز به این سطح از استدلال اخلاقی انتزاعی نرسند

#### مرحله پنجم: اخلاق بر اساس پیمان اجتماعی
در این مرحله رفتاری درست است که در چهارچوب حقوق عمومی افراد، و بر اساس معیارهای مورد قبول همهٔ افراد جامعه انجام گیرد. در این مرحله هم حقوق فردی مورد توجه است و هم قانون و حقوق عمومی. اخلاق بر اساس موافقت میان افراد جامعه تعیین می‌شود تا خودشان را آزادانه با آن هنجارهای جامعه که برای حفظ نظم اجتماعی و حقوق افراد ضروری است مطابقت دهند. حال اگر افراد دریابند که هنجارهای مفید دیگری نیز می‌تواند وجود داشته باشد. شیوه‌های قبلی قابل تغییر اند؛ یعنی در این مرحله برخلاف مراحل قبل، هم قوانین و هم باورهای اخلاقی انعطاف پذیرند.

#### مرحله ششم: اخلاق بر اساس اصول جهانی
در این مرحله رفتار درست و نادرست به تصمیم و انتخاب خودآگاهانه فرد وابسته است. و بر پایه وجدان فردی و اصول اخلاقی جهانشمول و ثابت که کلی و مطلق هستند، شکل می‌گیرد. در این مرحله، انگیزه برای رفتار اخلاقی، بر اساس اصول وجدان فردی است و به عیب‌جویی یا انتقاد دیگران بستگی ندارد. افرادی که به این سطح می‌رسند در اصول فردی خود اعتقادات اخلاقی زیادی دارند که حتی گاهی ممکن است با نظم اجتماعی مورد قبول از طرف اکثریت جامعه مخالف باشد. در این مرحله که به عقیده کلبرگ کامل‌ترین مرحله رشد اخلاقی است؛ معنای اخلاق از دیدگاه او روشن می‌شود، که تعبیری جهانی است و شامل مفهومی از عدالت است. 
عدالت به این معنی که ما به راه حلی برسیم که هر کس آن را مناسب بیابد. راه حل مناسب هنگامی به دست می‌آید که هر کس بی‌طرفانه خود را جای دیگری فرض کند.
بر این اساس، قوانین تنها زمانی معتبر هستند که مبتنی بر عدالت باشند، و تعهد به عدالت، الزام به سرپیچی از قوانین ناعادلانه را به همراه دارد.. تصمیم‌ها به صورت فرضی به روشی مشروط به دست نمی‌آیند، بلکه، به صورت مطلق به دست می‌آیند. به این ترتیب عمل هرگز وسیله نیست، بلکه همیشه هدف است. فرد به این دلیل عمل می‌کند که درست است، نه به این دلیل که از مجازات اجتناب می‌کند.
اگرچه کلبرگ اصرار داشت که مرحله ششم وجود دارد، اما شناسایی افرادی که به‌طور مداوم در آن سطح فعالیت می‌کردند دشوار بود. محقق کالج تورو، آرتور پی. سالیوان، از طریق تجزیه و تحلیل داده‌ها به صحت پنج مرحله اول کلبرگ کمک کرد، اما نتوانست شواهدی آماری برای وجود مرحله ششم کلبرگ ارائه دهد؛ بنابراین، تعریف یا تشخیص مرحله ششم در رشد اخلاقی دشوار است. به گزارش کلبرگ، تنها در کمتر از ۱۰ درصد از آزمودنی‌های بزرگسال، پاسخ «کاملاً مبتنی بر اصول» مرحله ششم دیده می‌شود
کلبرگ پیشنهاد کرد که ممکن است مرحله هفتم وجود داشته باشد و آن را اخلاق متعالی، یا اخلاق بر اساس جهت‌گیری کیهانی نامید که دین را با استدلال اخلاقی مرتبط می‌کند. با وجود مشکلاتی که کلبرگ در به دست آوردن شواهد تجربی حتی برای مرحله ششم داشت، با این حال، او همچنان بر آن بود تا بر ماهیت نظری مرحله هفتم نیز تأکید کند.

## ارتباط بین سن و رشد اخلاقی[۲]
کلبرگ معتقد است هرگونه پیشگویی دربارهٔ ارتباط بین سن و رشد اخلاقی صحیح نمی‌باشد؛ و همچنین قابل مشاهده است که بین افرادی که در یک مرحله معین از رشد قرار دارند، تفاوت‌های فردی وجود دارد. اما در مطالعات او می‌توان حدود سنی زیر را در طول مراحل رشد اخلاقی مشاهده کرد:
- مراحل اول و دوم (سطح پیش عرفی): کودکان زیر هفت سال
- مرحله سوم: کودکان ۷ تا ۱۲ ساله
- مرحله چهارم: ۱۲ تا ۱۵ سالگی (نوجوانی)
- مراحل پنجم و ششم (سطح پس عرفی): پس از ۲۰ سالگی. زمانی که توانایی کافی برای تفکر انتزاعی وجود داشته باشد.[۲]

## مفاهیم مهم نظریه کلبرگ[۲]
- ترتیب و توالی مراحل شش‌گانه رشد اخلاقی در فرهنگ‌های گوناگون ثابت و بدون تغییر است. هیچ‌کدام از مراحل حذف نمی‌شود و جهش نیز در بین مراحل ممکن نیست.[۲] همچنین همان‌طور که در نظریه رشد شناختی پیاژه توضیح داده شده‌است، بسیار نادر است که در این مراحل پسرفت کنیم.[۱] البته ممکن است رشد اخلاقی به سبب تفاوت‌های فرهنگی و فردی، سریع یا کند شود ولی به گمان کلبرگ، تفکر اخلاقی، الگویی جهانی[پ ۳] دارد
- استدلال اخلاقی با شناخت ارتباط دارد. کلبرگ در مطالعاتش مراحل رشد اخلاقی خود را با مراحل رشد شناختی پیاژه بسیار نزدیک می‌بیند. به عنوان مثال، به نظر او فقط کسانی که به آخرین مراحل تفکر عملیات ذهنی رسیده باشند از توانایی لازم برخورد دارند تا در سطح سوم رشد اخلاقی (پس عرفی) قرار گیرند.
- رشد اخلاقی به طبیعت افراد بستگی دارد. هدف اصلی از تربیت اخلاقی باید تحریک رشد طبیعی داوری‌ها و استدلال‌های اخلاقی کودک باشد تا به او اجازه داده شود که از قضاوت‌های اخلاقی خودش برای کنترل و هدایت رفتار خود استفاده کند. کلبرگ به تربیت اخلاقی بر اساس آموزش قوانین ثابت (مانند شیوه مدارس) باور ندارد.
- پیاژه نقش همسالان را در رشد اخلاقی مهم می‌داند. گلبرگ نیز محیط اجتماعی را شرط لازم برای رشد اخلاقی می‌داند اما بر نقش تاثیرهای متقابل اجتماعی که شامل فرصت‌هایی برای پذیرش نقش است تأکید دارد.
- بین رفتار اخلاقی و داوری (استدلال) اخلاقی کودکان لزوماً ارتباطی نیست. با اطلاع و آگاهی از میزان رشد داوری‌ها اخلاقی یا اینکه کودک در چه مرحله‌ای از استدلال اخلاقی است لزوماً نمی‌توانیم رفتار کودک را در یک موقعیت اخلاقی ویژه پیشگویی کنیم